# Kerstin Kielgaß
Kerstin Kielgaß (* 6. Dezember 1969 in Ost-Berlin) ist eine ehemalige deutsche Schwimmerin.

## Werdegang
Sie war insgesamt 15 Jahre im Spitzensport aktiv. Ihren ersten Titel gewann sie 1985 bei den Europameisterschaften in Sofia mit der 4-mal-100-Meter-Freistilstaffel der DDR.
Weltmeistertitel mit der Freistilstaffel, diesmal 4 × 100 Meter, konnte sie 1991 und 1998 jeweils in Perth erringen.
Neben acht Erfolgen mit den beiden Freistilstaffeln wurde sie 1995 in Wien Europameisterin auf der 200 Meter und 1997 in Sevilla über die 800-Meter-Freistilstrecke.
Bei Olympischen Spielen konnte sie insgesamt vier Medaillen sammeln. 1992 in Barcelona wurde sie über 200 Meter Freistil und mit der deutschen 4-mal-100-Meter-Freistilstaffel jeweils Dritte. In Atlanta 1996 gewann sie mit der 4-mal-200-Meter-Freistilstaffel die Silbermedaille. Nach den Olympischen Spielen 2000 in Sydney, wo sie noch einmal Bronze mit der 4-mal-200-Meter-Freistilstaffel gewinnen konnte, erklärte sie ihren Rücktritt vom Schwimmsport.
1986 wurde sie in der DDR mit dem Vaterländischen Verdienstorden in Bronze ausgezeichnet.
Außerdem erhielt sie für den Gewinn der Bronzemedaille 1992 am 23. Juni 1993 das Silberne Lorbeerblatt.

### DDR-Doping
Im Zuge des DDR-Dopingprozesses und den damit im Zusammenhang stehenden Nachforschungen und Archivaufarbeitungen der Praktiken der DDR-Mediziner und Sportfunktionäre wurde unter anderem bekannt, dass Volker Frischke, der in den 1980er Jahren Kielgaß' Trainer im B-Nationalkader der DDR war, ihr anabole Steroide verabreicht hat.